# Металлические конструкции
Металлические конструкции (также: металлоконструкции, сокр.: МК) — общее название конструкций из металлов и различных сплавов, используемых в различных областях хозяйственной деятельности человека: строительстве зданий, станков, масштабных устройств, механизмов, аппаратов и т. п.
В машиностроении обычно под металлоконструкциями подразумеваются детали, изготовленные из профилированного металла, в отличие от литых деталей и поковок.
В строительстве термином «строительные металлоконструкции» описываются несущие стальные строительные элементы здания из металла.

## История
До начала XX века в строительстве применялись в основном литые металлические строительные конструкции из чугуна (главным образом в колоннах, балках, лестницах и т. д.). Современные металлоконструкции подразделяются на стальные и из лёгких сплавов (например, алюминиевых).

## Применение

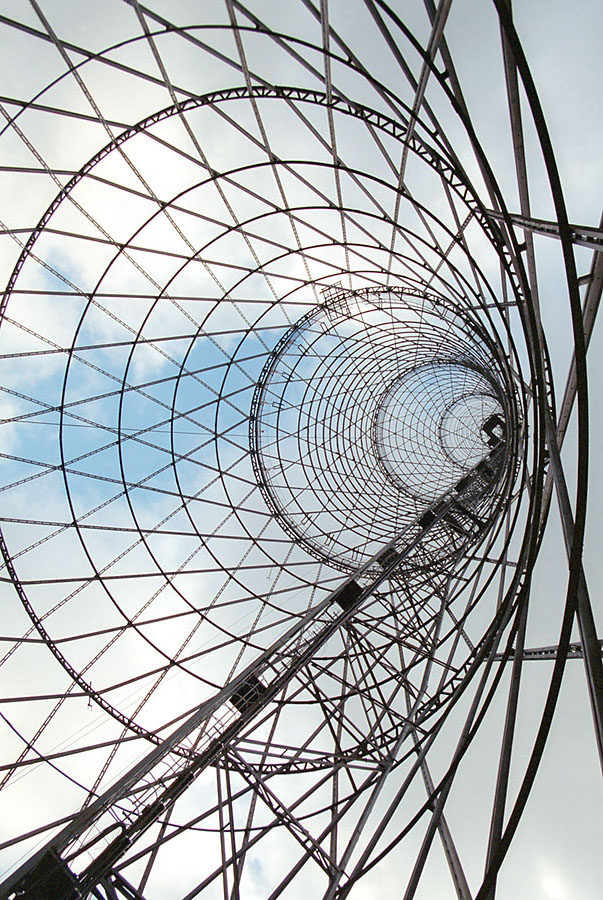
Шуховская телебашня в Москве — одно из самых известных строений из металлоконструкций в России.

Металлические конструкции по области применения можно разделить на машиностроительные конструкции и конструкции зданий и сооружений. В машиностроении термин «конструкция» применим сравнительно редко, так как нормами предусмотрены только виды изделий: деталь, сборочная единица, комплекс и комплект. В то же время термины «конструктор», «конструирование» используются в машиностроении весьма часто.

### Типичные применения
- ограждающие элементы (заборы[1], ограждение) и в виде отделочных деталей зданий,
- мосты, опоры чего-либо, пролёты, стрелы, балки перекрытий, каркасы для железобетонных конструкций, каркасы свай,
- башенные краны, мостовые краны, в основе которых лежат МК,
- каркасы доменных печей
- газгольдеры,
- резервуары,
- мачты,
- опоры линий электропередачи,
- лёгкие металлоконструкции (ЛМК) — конструкции из металла, использующие для строительства зданий с большими пролётами,
- лёгкие стальные тонкостенные конструкции (ЛСТК) — строительные конструкции из холодногнутых оцинкованных профилей.

### Известные объекты из металлоконструкций
- Купол Исаакиевского собора в Санкт-Петербурге диаметром 22 метра.
- Эйфелева башня — 300-метровая башня в Париже, столице Франции.
- Шуховская башня — телебашня, выполненная в виде несущей стальной сетчатой оболочки. Расположена в Москве на улице Шаболовка.
- Turning Torso — небоскрёб в Мальмё, Швеция, расположенный на шведской стороне пролива Эресунн.
- Небоскрёб Мэри-Экс — 40-этажный небоскреб в Лондоне, столице Великобритании, конструкция которого выполнена в виде сетчатой оболочки с центральным опорным основанием.
- Мост Золотые Ворота — самый большой висячий мост в мире с момента открытия в 1937 году и до 1964 года через пролив Золотые Ворота, соединяет город Сан-Франциско на севере полуострова Сан-Франциско и южную часть округа Марин, рядом с пригородом Сосалито.

## Преимущества
Металлоконструкции обладают рядом достоинств:
- лёгкость;
- коррозионная стойкость (для оцинкованных конструкций и конструкций из алюминиевых сплавов);
- технологичность;
- пространственная прочность, жёсткость;
- высокие декоративные свойства;
- быстрота монтажа (сооружения) и демонтажа.

## Составные части металлоконструкции
Металлоконструкции изготовляются из различной металлопрокатной продукции:
- балка с гибкой стенкой;
- балка с гофрированной стенкой;
- профилированного листа (профлиста), листового металла;
- профильных труб, швеллеров, тавров, двутавров, уголков, катанка;
- сортовой прокат: квадрат, круг, шестиугольник и другие.
- ЛСТК;
- структуры;
- холодногнутые сварные профили (ХГСП).

## Способы соединения металлоконструкций
По характеру соединения элементов между собой различают соединения:
- сварные;
- заклёпочные;
- резьбовые.

## Типы металлоконструкций
Металлоконструкции зданий и сооружений можно разделить на технологические и строительные. Технологические конструкции представлены в основном опорами под оборудование и трубопроводы, бункерами, эстакадами, рукавами, отстойниками, мерниками, рабочими площадками, лестницами, стойками и другими. Часть из них изготавливается на заводах, но некоторые конструкции могут быть изготовлены и на стройплощадке.
Строительные конструкции по расчётным моделям делятся на следующие типы:
- отдельные конструктивные элементы (балки, стойки, колонны и другие);
- плоские или пространственные раскреплённые системы;
- плоские или пространственные нераскреплённые системы;
- листовые конструкции.

Наиболее эффективны металлические конструкции для покрытий зданий и сооружений, так как при этом проявляется способность металла хорошо сопротивляться растяжению и изгибу. Покрытия могут быть выполнены из ферм и оболочек.

## Проектирование и изготовление
Проектирование стальных конструкций производится в два этапа: сначала выполняются чертежи марки КМ (конструкции металлические), затем заводом-изготовителем чертежи марки КМД (конструкции металлические деталировочные), по которым свариваются отправочные элементы, монтируемые на строительной площадке. Проектирование и расчёт несущих металлических конструкций из стали производится по соответствующим нормам проектирования: СП 16.
Изготовление стальных конструкций осуществляется только при наличии и в соответствии с чертежами марки КМД (разработанными по чертежам марки КМ, отступления от которых не допускаются) и технологической документацией предприятия-изготовителя.
При разработке чертежей марки КМД учитываются требования, определяемые технологией строительно-монтажных работ (разделение на отправочные элементы, указания по общим и контрольным сборкам, комплекты деталей для сборки, установки и сварки на монтаже и другое), а также технологические возможности завода-изготовителя.

### Нормативная литература
ГОСТ
- ГОСТ 2.101-2016 // ЕСКД. Виды изделий.
- ГОСТ 2.410-68 (СТ СЭВ 209-75, СТ СЭВ 366-76) ЕСКД. Правила выполнения чертежей металлических конструкций.
- ГОСТ 21.501-2018 Правила выполнения рабочей документации архитектурных и конструктивных решений.
- ГОСТ 21.502-2016 Правила выполнения рабочей документации металлических конструкций.
- ГОСТ 26047-2016 Конструкции строительные стальные. Условные обозначения (марки).
- ГОСТ 23118-2012 Конструкции стальные строительные. Общие технические условия.
- ГОСТ Р 57351-2016/EN 1090-2:2008+A1:1011 Конструкции стальные строительные. Общие технические условия.

Свод правил
- СП 16.13330.2017 // Стальные конструкции. Актуализированная редакция СНиП II-23-81*.
- СП 70.13330.2012 Несущие и ограждающие конструкции. Актуализированная редакция СНиП 3.03.01-87.
- СП РК 1.02-109-2014 Состав и оформление рабочих чертежей металлических конструкций.

Прочее
- СТО 02494680-0035-2004 Стандарт организации. Система проектной документации для строительства. Конструкции металлические. Состав и оформление рабочих чертежей марки КМ.
- ОСТ 26.260.758-2003 Конструкции металлические. Общие технические требования.
- СН 460-74 Временная инструкция о составе и оформлении строительных рабочих чертежей зданий и сооружений. Раздел 5. Конструкции металлические. Чертежи КМ.
- Инструкция по составу и оформлению рабочих чертежей КМ.
- Инструкция по составу и оформлению рабочих чертежей КМД.

Единичные расценки
- ЕР Выпуск 4. Раздел 9. Металлические конструкции.
- ЕР Выпуск 10. Гидротехнические сооружения. Раздел 39. Металлические конструкции.

### Техническая литература
- Стальные конструкции // Большая советская энциклопедия : [в 30 т.] / гл. ред.  А. М. Прохоров. — 3-е изд. — М. : Советская энциклопедия, 1969—1978.
- Иванов А. Ю., Романенко И. И. Чертежи металлических конструкций / Под ред. доцента Бутузовой Г. Н.. — Владимир: Владимирский государственный университет, 2005. — 45 с. — ISBN 5-89368-590-3.